# Deni Alar
Deni Alar (ur. 18 stycznia 1990 w Slavonskim Brodzie) – austriacki piłkarz pochodzenia chorwackiego grający na pozycji napastnika w DSV Leoben.

## Życiorys
W czasach juniorskich trenował w FC Zeltweg ab Jänner 1996 i DSV Leoben. W latach 2007–2009 grał w seniorskim zespole tego drugiego. 26 stycznia 2009 odszedł do Kapfenbergera SV. W Bundeslidze zadebiutował 2 maja 2009 w wygranym 2:1 meczu z SV Ried. 1 lipca 2011 został za 800 tysięcy euro zawodnikiem Rapidu Wiedeń. W latach 2016–2018 był piłkarzem Sturmu Graz. W 2018 roku zdobył wraz z nim puchar kraju. 6 lipca 2018 powrócił do Rapidu. 1 lipca 2019 został wypożyczony do bułgarskiego Lewskiego Sofia.
W reprezentacji Austrii zadebiutował 14 listopada 2017 w wygranym 2:1 towarzyskim spotkaniu z Urugwajem. Grał w nim od 86. minuty, gdy zastąpił Marko Arnautovicia.